# 中緣角微餔糞蜣
中緣角微餔糞蜣（學名：Microcopris reflexus）為金龜子科蜣螂亞科微餔糞蜣屬（Microcopris）的一種。

## 物種描述
本種身體帶金屬光澤，頭楯緣邊明顯狹窄，中央處深切，兩側具有圓鈍狀的小齒，頭部中央不具小角突，體長 7–11 mm。

## 分布
本種目前分布於金門、烈嶼、香港、中國大陸、中南半島、馬來半島、巽他群島。